# Кузексай
Кузекса́й (каз. Күзексай) — село у складі Уаліхановського району Північноказахстанської області Казахстану. Входить до складу Актуєсайського сільського округу.
Населення — 108 осіб (2021; 167 у 2009, 288 у 1999, 262 у 1989).
Національний склад станом на 1989 рік:
- казахи — 100 %.

Колишня назва — Озексай.